# Ratusz w Nowym Sączu
Ratusz – siedziba władz Nowego Sącza.

## Historia
Najstarszym budynkiem, pełniącym funkcję ratusza był parterowy, murowany budynek zlokalizowany obok kościoła św. Małgorzaty. Ratusz ten został zakupiony z końcem lat 40. XV wieku przez kardynała Zbigniewa Oleśnickiego po utworzeniu Kolegiaty.
Po sprzedaży budynku ratusza z przeznaczeniem dla wikarych Kolegiaty, jeszcze w połowie XV w. wzniesiono nową siedzibę władz miasta na centralnym placu, jakim był Rynek. W latach 1486, 1501 i 1523 był odbudowywany po częściowych pożarach. W latach 1562–1563 został przebudowywany przez muratorów Lodovico Italusa i Tomasza, Alberta Lubelczyka, Krzysztofa Kurzelowczyka i Walentego Barana oraz Mateusza z Krakowa w stylu renesansowym, o czym świadczyło dwanaście krzyżowych okien w ścianie frontowej oraz attyka. Prawdopodobnie już wtedy budynek miał niewielką wieżę, która na początku XVII w. nakryta była hełmem.
Po kolejnym pożarze z 1611 r. został odbudowany jako piętrowy budynek z wieżą zegarową. W 1834 r. został przebudowany, otrzymał kolumnowy portyk przed frontową fasadą oraz został nadbudowany o drugie piętro.
17 kwietnia 1894 roku w pożarze północno-zachodniej części miasta, całkowitemu zniszczeniu uległ również barokowy ratusz. Całkowitemu zniszczeniu uległy także dokumenty zawierające nadane przez królów przywileje miasta przechowywane w archiwach ratusza.
Obecny budynek powstał w latach 1895–1897, pomysłodawcą budowy nowego ratusza był ówczesny burmistrz miasta Lucjan Lipiński. Budynek ratusza został zaprojektowany w stylu eklektycznym, wnętrza zostały zaprojektowane w stylu neorenesansowym i neobarokowym. Projektantem ratusza był architekt miejski Jan Peroś. Budową kierował Karol Knaus z Krakowa.
Obecny ratusz jest budynkiem piętrowym ze stromym dachem skrywającym poddasze. Parter budynku jest boniowany. Elewacja frontowa jest zaprojektowana symetrycznie, gdzie na osi budynku usytuowano czterokondygnacyjną wieżę zegarową. Główną salą ratusza jest sala posiedzeń z neorenesansowym stropem kasetonowym oraz malowidłami wykonanymi w 1911 r. przez Piotra Spitzmann-Karwosieckiego, przedstawiającymi wydarzenia z historii miasta. W 2024 r. rozpoczął się remont ratusza, który potrwa ponad rok. W planach jest m.in. remont elewacji budynku, dachu i fundamentów. Ratusz zostanie też przystosowany dla osób niepełnosprawnych.